# Comuna Nîjnii Studenîi, Boureni
Nîjnii Studenîi (în ucraineană Нижній Студений) este o comună în raionul Boureni, regiunea Transcarpatia, Ucraina, formată din satele Nîjnii Studenîi (reședința) și Verhnii Studenîi.

## Demografie
Componența lingvistică a comunei Nîjnii Studenîi
     Ucraineană (99,89%)
     Alte limbi (0,11%)
Conform recensământului din 2001, majoritatea populației comunei Nîjnii Studenîi era vorbitoare de ucraineană (99,89%), existând în minoritate și vorbitori de alte limbi.